# Listopad 2022

## 28 listopada
- Serwis informacyjny Suspilne.media poinformował, iż na podstawie badań DNA potwierdzono, że wśród ofiar odnalezionych we wrześniu w zbiorowych grobie na terenie wyzwolonego przez siły ukraińskie miasta Izium, znajdowało się ciało zaginionego od marca 2022 roku, pisarza i poety Wołodymyra Wakułenki[1].

## 24 listopada
- W wieku 93 lat zmarł w Monachium Hans Magnus Enzensberger, niemiecki poeta, pisarz, tłumacz i redaktor[2].

## 21 listopada
- Co najmniej 321 osób zginęło w Indonezji, na wyspie Jawa, w wyniku trzęsienia ziemi[3].

## 20 listopada
- W Katarze rozpoczęły się XXII Mistrzostwa Świata w Piłce Nożnej, pierwszy turniej mistrzostw świata rozgrywany na Bliskim Wschodzie, pierwszy w kraju islamskim i pierwszy rozgrywany jesienią[4].
- Serb Novak Đoković zwyciężył w rywalizacji singlistów podczas kończącego męskie rozgrywki najwyższej rangi turnieju ATP Finals 2022[5].
- W mistrzostwach Europy w piłce ręcznej kobiet triumfowała reprezentacja Norwegii[6].

## 19 listopada
- Rozpoczęcie przez Turcję operacji Miecz-Szpon przeciwko kurdyjskim bojownikom w Syrii i Iraku[7].

## 16 listopada
- Za pośrednictwem telewizji Polsat wyemitowano ostatni odcinek serialu Świat według Kiepskich ukazującego się od 1999 roku[8].

## 15 listopada
- W czasie inwazji Rosji na Ukrainę, w Przewodowie w województwie lubelskim, w pobliżu granicy polsko-ukraińskiej spadł i eksplodował pocisk produkcji rosyjskiej lub radzieckiej, zabijając dwóch Polaków[9][10].
- Były wicemarszałek sejmu Stanisław Tyszka dołączył do partii KORWiN wchodzącej w skład koalicji Konfederacja Wolność i Niepodległość zostając jej posłem[11].

## 13 listopada
- Nataša Pirc Musar zwyciężyła w wyborach prezydenckich w Słowenii[12][13].

## 12 listopada
- W Panteonie Wielkich Polaków, w Świątyni Opatrzności Bożej w Warszawie zostały złożone szczątki prezydentów Rzeczypospolitej na Uchodźstwie; Władysława Raczkiewicza, Augusta Zaleskiego i Stanisława Ostrowskiego[14].

## 11 listopada
- W Warszawie pod hasłem Silny Naród - Wielka Polska przeszedł Marsz Niepodległości w którym udział wzięło ok. 100 tys. osób w tym m.in.; minister sprawiedliwości Zbigniew Ziobro, wiceminister rolnictwa Janusz Kowalski, wiceminister klimatu Jacek Ozdoba, europoseł Patryk Jaki oraz posłowie Antoni Macierewicz i Grzegorz Braun[15].
- Ponad 10 tys. uczestników wzięło udział w 32. Biegu Niepodległości w Warszawie[16].

## 8 listopada
- Rozpoczęły się wybory parlamentarne w Stanach Zjednoczonych[17].

## 7 listopada
- W oświadczeniu zamieszczonym w mediach społecznościowych Stanisław Tyszka poinformował o odejściu z ruchu Kukiz’15, który współtworzył od 2015 pełniąc w międzyczasie między innymi funkcję wicemarszałka sejmu[18].
- Francuzka Caroline Garcia zwyciężyła w rywalizacji singlistek podczas kończącego kobiece rozgrywki najwyższej rangi turnieju WTA Finals 2022[19].

## 1 listopada
- Miasto Tokio oficjalnie zaczęło uznawać związki osób tej samej płci, zezwalając partnerom LGBTQ na traktowanie jak małżeństwa w niektórych usługach publicznych, takich jak mieszkalnictwo, medycyna i opieka społeczna[20].